# Volkeraksluizen
De Volkeraksluizen zijn een complex van drie schutsluizen voor CEMT-klasse VIb, voor de beroepsvaart naast elkaar, vier spuisluizen en een jachtensluis voor CEMT-klasse Va, gelegen in de Volkerakdam tussen het Hollands Diep en het Volkerak bij Willemstad. De vaarweg vormt een belangrijke schakel in de Schelde-Rijnverbinding. De sluizen zijn de grootste binnenvaartsluizen van Europa en op basis van passerend tonnage (ruim over de 240 miljoen ton) de grootste binnenvaartsluizen ter wereld.

## Geschiedenis
Het complex is aangelegd als onderdeel van het Deltaplan. In het Volkerak moest een secundaire dam aangelegd worden om de Oosterschelde en het Haringvliet af te kunnen sluiten. Door de afsluiting van het Volkerak, die in 1969 was gepland, zou echter ook de enige binnenvaartroute tussen enerzijds Antwerpen en Duitsland en anderzijds Rotterdam en Frankrijk worden geblokkeerd. Vanwege het verdrag van Londen uit 1839 in artikel IX onder paragraaf 3 en 4 (niet te verwarren met het artikel dat over de IJzeren Rijn handelt, artikel XII) werd dit onaanvaardbaar geacht. Bovendien waren vanaf het eind van de jaren '40 de verhoudingen tussen Nederland en België verbeterd, onder andere door de oprichting van de douane-unie (Benelux). Een van de Belgische wensen was de Schelde-Rijnverbinding. In 1963 werd die verbinding, via het kortste traject, door Nederland aan België toegezegd. Daarom werd besloten om in de aan te leggen dam een sluizencomplex te bouwen.
Hoewel Rijkswaterstaat op het Volkeraksluizencomplex zelf en in de directe omgeving daarvan geen archeologische trefkansen verwachtte, vond men hier in 1968 op 8 meter diepte een zeer oud houten beeldje, het Mannetje van Willemstad.
De eerste twee binnenvaartsluizen werden in 1967 in gebruik genomen, maar al spoedig bleek dat de capaciteit volstrekt onvoldoende was, met lange wachttijden als gevolg. In 1977 werd het complex uitgebreid met een extra sluis voor de binnenvaart en een aparte recreatiesluis voor jachten. Daarnaast werd nog een inlaatsluis gebouwd. Doordat de systemen verouderd waren, werden deze in de periode 2008-2010 in opdracht van Rijkswaterstaat vervangen.
Tegenwoordig zijn de Volkeraksluizen het drukste binnenvaartsluizencomplex ter wereld en in Europa het grootste. De sluizen vormen de schakel in de hoofdtransportassen die Rotterdam met de Scheldehavens en met het Duitse achterland verbinden.
De bruggen vormen de Volkerakbrug in de A29/A59.

## Sluizen
De oostelijke kolk voor de beroepsvaart is 329 m lang en heeft een schutlengte van 308,9 m. De middenkolk voor de beroepsvaart is 331,5 m lang en heeft een schutlengte van 331,5 m. Beide kolken hebben een breedte van 24,1 m en zijn elk te verdelen in twee kolken van 135 m lengte. De westelijke schutkolk voor de beroepsvaart heeft een breedte van 24,0 m is 350 m lang met een schutlengte van 327 m. Van alle drie de sluizen is de drempeldiepte NAP −6,25 m. De maximaal toegestane afmetingen zijn 225 m lang, 23,5 m breed en een diepgang van 4,75 m. Over het zuidelijk hoofd van de oostelijke sluis ligt een basculebrug, hoogte in gesloten stand NAP +14 m. Over de zuidelijk hoofden van de midden en westelijke sluis ligt een vaste brug met een doorvaarthoogte van NAP +14,8 m.
De jachtensluis heeft een schutlengte van 125 m en breedte van 16,1 m, de drempeldiepte is ook NAP -6,2 m. Over het zuidelijk sluishoofd ligt een vaste brug met een doorvaarthoogte van NAP +19 m.
In 2007 passeerde 240 miljoen ton laadruimte de sluizen, dat zijn lege en volle schepen, een hoeveelheid die nog steeds groeiend is terwijl het aantal schepen sedert de inwerkingstelling is afgenomen. Het totale passerend laadvermogen in 2009 bedroeg 230 miljoen ton, een teruggang die veroorzaakt is door de economische crisis van 2008-2009.

### Vierde kolk
Er wordt nagedacht over de aanleg van een vierde schutkolk voor de beroepsvaart. Deze uitbreiding wordt wenselijk geacht vanwege het toenemende scheepvaartverkeer en de schaalvergroting in de binnenvaart. Grotere schepen passen minder makkelijk in de sluis. Hierdoor zouden in de toekomst de wachttijden tot meer dan 2 uur kunnen oplopen, wat men onacceptabel vindt. Diverse alternatieve oplossingen zijn bedacht, zoals het vergroten van de schuiven waardoor de schuttijd daalt, het vergroten van een bestaande schutsluis en zelfs het verwijderen van de sluizen. De voorkeur lijkt vooralsnog uit te gaan naar een nieuwe vierde kolk. De nieuwe kolk zou een lengte van 270 meter moeten krijgen; over de breedte, van 25 meter tot 37 meter, vindt nog overleg plaats.
In april 2013 heeft minister Schultz € 157 miljoen gereserveerd voor de aanleg van een vierde kolk bij de Volkeraksluizen en voor maatregelen op korte termijn. De verwachting is dat een vierde kolk tussen 2020 en 2030 nodig is. Deze zal in dat geval ten noordwesten van de huidige drie sluiskolken worden aangelegd. Voor het realiseren van een vierde sluiskolk is, inclusief voorbereiding, 5 tot 7 jaar nodig.

## Communicatie
De sluizen kunnen per marifoon worden aangeroepen, er staan 4 marifoonkanalen ter beschikking:
Rond de beroepsvaartsluizen zijn twee blokgebieden ingesteld:
- VHF-kanaal 7 → Varend van het Hollands Diep naar Noord Volkerak. Roepnaam: Volkeraksluizen Noord. Zodra de sluisdeur achter het schip is gesloten moet het schip overschakelen op het VHF-kanaal 78
- VHF-kanaal 78 → Varend van Noord Volkerak naar Hollands Diep. Roepnaam: Volkeraksluizen Zuid. Zodra de sluisdeur achter het schip is gesloten moet het schip overschakelen op het VHF-kanaal 7.

Daarnaast zijn beschikbaar:
- VHF-kanaal 64 is bestemd voor het inwinnen van IVS'90-gegevens. Roepnaam: Centrale Volkeraksluizen.
- VHF-kanaal 18 is bestemd voor de recreatievaart. Roepnaam: Jachtensluis Volkerak.

Per jaar passeren zo'n 115.000 beroepsvaartuigen en 45.000 recreatievaartuigen.

## Scheiding zoet en zout water
Het sluizencomplex is de scheepvaartverbinding tussen het Volkerak-Zoommeer, een zoetwatermeer met een vast waterpeil, en het Hollandsch Diep, dat een variabel waterpeil heeft onder invloed van de afvoeren van Rijn en Maas en het getij. Het waterpeil op het Hollandsch Diep is gemiddeld 0,5 meter hoger dan op het Volkerak-Zoommeer. Daarnaast is er verschil in chloridegehalte tussen beide zoetwatersystemen. Het water aan de Volkerakzijde is brak. Aan de noordkant van de spuisluis is een meetpunt voor het zoutgehalte. De meetwaarden zijn beschikbaar voor het publiek.
Om te voorkomen dat dit zich mengde met het zoete water van het Hollands Diep was in de noordelijke sluishoofden een bellenscherm in gebruik. Dit veroorzaakte hilarische effecten in de jachtensluis. Het bellenscherm veroorzaakte een waterdrempel van circa 15 centimeter, waar met de nodige snelheid en dus moed overheen moest worden gevaren. Kleine jachten met onvoldoende snelheid werden daarbij nogal eens dwars weggezet. De beroepsvaart had er nauwelijks last van, hoogstens wat problemen met het inlaten van koelwater van de motoren.